# احمدآباد سیدمیرزا
احمدآباد سیدمیرزا، روستایی در دهستان نجف‌آباد از توابع بخش مرکزی شهرستان سیرجان در استان کرمان است.